# Real Racing Club de Santander 2018-2019

## Rosa
Aggiornata al 31 gennaio 2019
| N. |                   | Ruolo | Calciatore           |
| -- | ----------------- | ----- | -------------------- |
|    | Spagna (bandiera) | P     | Iván Crespo          |
|    | Spagna (bandiera) | P     | Raúl Domínguez       |
|    | Spagna (bandiera) | D     | David Córcoles       |
|    | Spagna (bandiera) | D     | Miguel Gándara       |
|    | Spagna (bandiera) | D     | Julen Castañeda      |
|    | Spagna (bandiera) | D     | Gonzalo de la Fuente |
|    | Spagna (bandiera) | D     | Sergio Camus         |
|    | Spagna (bandiera) | C     | Alberto Gómez        |
|    | Spagna (bandiera) | C     | Borja Granero        |
|    | Spagna (bandiera) | C     | Héber Pena           |
|    | Spagna (bandiera) | C     | Jagoba Beobide       |

| N. |                   | Ruolo | Calciatore      |
| -- | ----------------- | ----- | --------------- |
|    | Spagna (bandiera) | C     | Javi Cobo       |
|    | Spagna (bandiera) | C     | Óscar Fernández |
|    | Spagna (bandiera) | C     | Sergio Ruiz     |
|    | Spagna (bandiera) | C     | Jorge Somavilla |
|    | Spagna (bandiera) | C     | Quique Rivero   |
|    | Spagna (bandiera) | C     | Alberto Noguera |
|    | Spagna (bandiera) | A     | César Díaz      |
|    | Spagna (bandiera) | A     | Dani Aquino     |
|    | Spagna (bandiera) | A     | Matías Aquino   |
|    | Spagna (bandiera) | A     | Pau Miguélez    |
|    | Spagna (bandiera) | A     | Mario Soberón   |